# Ołeksa Slisarenko
Ołeksa Andrijowycz Slisarenko, ukr. Олекса Андрі́йович Слісаренко, właśc. Ołeksa Snisar (ur. 16 marca?/28 marca 1891 w chutorze Kaniwcewyj w guberni charkowskiej, zm. 3 listopada 1937 na uroczysku Sandarmoch) – ukraiński poeta i prozaik. Jeden z przedstawicieli rozstrzelanego odrodzenia.

## Życiorys
Urodził się w chutorze Kaniwcewyj (obecnie wieś Szypuwate). Zdobył wykształcenie rolnicze, od 1912 r. pracował jako agronom. Brał udział w I wojnie światowej, awansował wówczas od szeregowego do stopnia oficera artylerii. Od 1924 r. mieszkał w Charkowie, gdzie pracował jako redaktor naczelny oddziału wydawnictwa „Knyhospiłka”. W latach 1928–1929 współredagował czasopismo „Uniwersalnyj żurnał”. W marcu-kwietniu 1930 oskarżyciel społeczny na procesie pokazowym tzw. Związku Wyzwolenia Ukrainy (mistyfikacja OGPU). W kwietniu 1934 r. został aresztowany przez NKWD, rok później skazano go na 10 lat obozu koncentracyjnego. Wyrok odbywał w łagrze SŁON na Wyspach Sołowieckich (Sołowkach). 
W czasie wielkiego terroru 9 października 1937 „trójka specjalna” NKWD obwodu leningradzkiego RFSRR skazała jednym wyrokiem listę 1116 więźniów Sołowek na śmierć. Na liście znajdowało się nazwisko Slisarenki. Rozstrzelany przez NKWD w masowej egzekucji wraz z wieloma innymi ukraińskimi twórcami i działaczami społecznym (Łeś Kurbas, Mykoła Kulisz, Myrosław Irczan, Wołodymyr Czechiwski, Pawło Fyłypowycz, Wałerjan Pidmohylnyj i in.) na uroczysku Sandarmoch w Karelii 3 listopada 1937 roku.

## Twórczość
Pierwsze wiersze poety zostały opublikowane w 1910 r. w czasopiśmie „Do praci” i w gazecie „Rill’a”. Podczas pobytu w Kijowie dołączył do ugrupowań ukraińskich symbolistów Bila studija i Muzahet. Pierwszy tomik wierszy Slisarenki, Na berezi Kastalśkomu, pisany był pod wpływem symbolistów, choć zawierał też elementy ekspresjonizmu. Ukazał się w 1919 roku. W 1921 r. Slisarenko przystąpił do ugrupowań futurystów Komkosmos i Aspanfut i wydał zbiór futurystycznych wierszy Poemy (1923). W 1925 r. został członkiem grupy Hart, a następnie stowarzyszenia WAPLITE (Wolna Akademia Proletariackiej Literatury). Po jego rozwiązaniu w 1928 r. założył kolejne o nazwie Techno-mystećka hrupa A. W tym samym roku wyszedł tom zebranych poezji Slisarenki pod tytułem Bajda.
Od 1924 r. Slisarenko zajmował się również prozą. Jest autorem ponad 20 nowel i opowiadań, napisał wiele powieści kryminalnych i przygodowych, m.in. powieści Bunt (1928), Złamanyj gwynt (1929) Czornyj anhel (1929), Strajk (1932). Pisał również opowiadania dla dzieci. Wybrane utwory Slisarenki wydano w 1930 r., a w latach 1931-1933 wydany został w 6 tomach pełny zbiór jego utworów.